# Santo, el Enmascarado de Plata vs. la invasión de los marcianos
Santo, el Enmascarado de Plata vs. ´la invasión de los marcianos (Santo, der Silbermaskierte gegen die Invasion der Marsianer) ist ein mexikanischer Science-Fiction-Film von 1967. Er ist Teil einer Reihe von 53 Spielfilmen mit dem Superhelden El Santo, die von 1958 bis 1982 produziert wurden. Die Uraufführung fand am 27. Juli 1967 statt. In Europa kam er nur in Frankreich, hier unter dem Titel Superman contre l´invasion des martiens zur Aufführung.

## Handlung
Die Marsianer unter der Führung von Argos nähern sich in ihrer Fliegenden Untertasse der Erde. Sie schalten sich ins weltweite Fernsehen ein und fordern die nukleare Entwaffnung des Planeten, da sie sie irdischen Atomwaffen als Bedrohung des Mars empfinden. Doch die (mexikanischen) Zuschauer nehmen die Marsianer nicht ernst und halten den Auftritt der Außerirdischen nur für eine neue Fernsehshow.
Um ihre Fähigkeiten zu demonstrieren, landen die Marsianer in Mexiko und desintegrieren mit einer Superwaffe unschuldige Spaziergänger. Außerdem entführen sie einige Passanten und nehmen sie als Geiseln.
Jedoch haben die Marsianer nicht mit dem Widerstandsgeist von El Santo und dem mit ihm befreundeten Wissenschaftler Odorica gerechnet. Außerdem helfen dem luchador einige Mitkämpfer wie „El Nazi“, „El Comanche“ und „Frankenstein“, die sich mit den Marsianern mehrere Ringkämpfe liefern. Schließlich gelingt es El Santo, einem Marsianer den Transportgürtel abzunehmen und gelangt damit in das marsianische Raumschiff. Er öffnet die Luke des Fahrzeugs, so dass „giftige“ Erdatmosphäre in das Schiff eindringen kann und die Marsianer tötet. Die Geiseln werden befreit und die Invasoren sterben.